# Алверка-ду-Рибатежу
Алверка-ду-Рибатежу (порт. Alverca do Ribatejo)  —  населённый пункт и район в Португалии,  входит в округ Лиссабон. Является составной частью муниципалитета  Вила-Франка-де-Шира. Находится в составе крупной городской агломерации Большой Лиссабон. По старому административному делению входил в провинцию Рибатежу. Входит в экономико-статистический  субрегион Большой Лиссабон, который входит в Лиссабонский регион. Население составляет 29 086 человек на 2001 год. Занимает площадь 17,89 км².